# Lacturidae
Lacturidae este o familie de molii din superfamilia Zygaenoidea. Aceste lepidoptere tropicale, viu colorate, au fost plasate în trecut în familiile Plutellidae, Yponomeutidae și Hyponomeutidae. 